# Lisowice (przystanek kolejowy)
Lisowice – przystanek kolejowy w Lisowicach, w gminie Pawonków, w powiecie lublinieckim. Został przeniesiony w dniu 20 lipca 1987 roku ze stacji Lipie Śląskie.